# Янсон, Бетти
Биргитта (Бетти) Катарина Янсон (швед. Birgitta (Betty) Katarina Janson; 2 сентября 1836 — 19 июля 1927, Омоль) — шведская писательница и поэтесса.

## Биография и творчество
Бетти Янсон родилась в 1836 году в Брекеторпе (Дальсланд). Её родителями были Ханс Янсон, фермер, и Брита Мария Гулликсдоттер. В семье было девятеро детей. Образования Бетти не получила, однако росла под влиянием отца, интересовавшегося вопросами религии.
В 1868 году, после смерти родителей, Бетти переселилась в Омоль, где стала работать учительницей рукоделия в местной школе. Начиная с 1870 года она сблизилась с приверженцами ривайвелизма и присоединилась к миссионерскому обществу Омоля, которое впоследствии возглавляла с 1891 по 1901 год. Она также открыла в городе воскресную школу, что не нашло одобрения у городских властей и привело к её увольнению из государственной школы. После этого Янсон зарабатывала на жизнь частными уроками рукоделия и продажей собственных изделий.
После увольнения Бетти Янсон также начала заниматься литературным творчеством. Она писала преимущественно прозу, но также и лирику. В 1884 году вышел её первый роман, «Hemmets solsken. Interiörer ur svenska familjelifvet». В общей сложности Янсон опубликовала около 40 произведений, включая рассказы, которые она писала для различных христианских газет и журналов. Она также издала два стихотворных сборника: «I solnedgången» (1906) и «Helgmålstoner» (1914). В своём творчестве, проникнутом религиозным чувством, писательница ставила в первую очередь задачи нравственного воспитания и утверждения христианской морали. Её тексты были насыщены отсылками к Библии и скрытыми библейскими цитатами. Мелодраматизм и, зачастую, напряжённая интрига сочетались в её произведениях с проповедью скромности, умеренности, трудолюбия и целомудрия, наряду с порицанием индивидуализма, эгоцентризма и алчности, царящих в современном обществе. Книги Янсон пользовались большим спросом, многократно переиздавались и были популярным семейным чтением, в том числе в среде глубоко религиозных людей, считавших художественную литературу, представляющую собой чистый вымысел, априори лживой и аморальной. Сама писательница никогда не использовала по отношению к своим книгам термин «роман», предпочитая называть их «историями из жизни».
Бетти Янсон умерла в 1927 году в Омоле, в возрасте 90 лет.